# چوبنکا
چوبنکا (به لاتین: Chobanka) یک منطقهٔ مسکونی در بلغارستان است که در شهرستان مومچیلگراد واقع شده‌است.